# Meridian Lossless Packing
Meridian Lossless Packing, MLP Lossless (скор. MLP ) — алгоритм стиснення без втрат.
Цей алгоритм розроблений англійською компанією  MERIDIAN, ліцензія належить Dolby Laboratories, є основним стандартом для формату DVD-Audio Advanced Resolution, дозволяє відтворювати в режимі моно 1.0 , стерео 2.0 (з частотою дискретизації 192 кГц і рівнем квантування 24 біта) або багатоканальний 8.0 (5.1 / 6.0) Surround Sound (24 біти/96 кГц) високоякісний аудіоматеріал . Основою  компресії є PCM, через обмеження пропускної здатності і для зменшення обсягу необхідно застосувати алгоритм, який дозволив би при розпаковуванні не втрачати вихідної інформації, з чим MLP і справляється.

## MLP в медіаформатах
|                      | HD DVD       | Blu-ray     | DVD-Audio    | DVD-Video |
| -------------------- | ------------ | ----------- | ------------ | --------- |
| Статус               | Обов'язковий | Опціонально | обов'язковий | Відсутній |
| кількість каналів    | від 2 до 8   | від 2 до 8  | від 1 до 6   | Відсутній |
| Максимальний бітрейт | 18 Мбіт/с    | 18 Мбіт/с   | 9,6 Мбіт/с   | Відсутній |

MLP є основою для розширень Dolby TrueHD, який в свою чергу є одним з основних стандартів для носіїв HDTV-контенту (HD DVD / Blu-ray)
DVD-Audio в структурі диска містить директорію AUDIO_TS, в якій міститься мультімедіаконтейнер DVD Audio Object Files (розширення. aob), де і міститься MLP-потік (. mlp).